# Emilie Björkstén
Arkadia Emilie Björkstén, född 23 juli 1823 i Kangasniemi, död 15 januari 1896 i Helsingfors, var en finlandssvensk poet.
Björkstén, som var prästdotter, skrev under signaturen e*** dikter och små skildringar av personer som hon mött, samt bidrag till barntidningen "Trollsländan". Björkstén tillhörde alltsedan slutet av 1840-talet kretsen kring Johan Ludvig Runebergs ivrigaste beundrare och stod honom personligen nära, vilket en efterlämnad dagbok, ur vilken Berta Edelfelt 1922 publicerade utdrag, vittnar.